# Neodexiopsis rex
Neodexiopsis rex är en tvåvingeart som beskrevs av Charles Howard Curran 1928. Neodexiopsis rex ingår i släktet Neodexiopsis och familjen husflugor.
Artens utbredningsområde är Puerto Rico. Inga underarter finns listade i Catalogue of Life.